# Олавский замок Пястов
Олавский замок Пястов (пол. Zamek Piastowski w Oławie, нем. Schloss Ohlau) — ренессансно-барочный замок, построенный на месте бывшего готического охотничьего замка князя Людвика I Бжегского конца XIV века.

## История

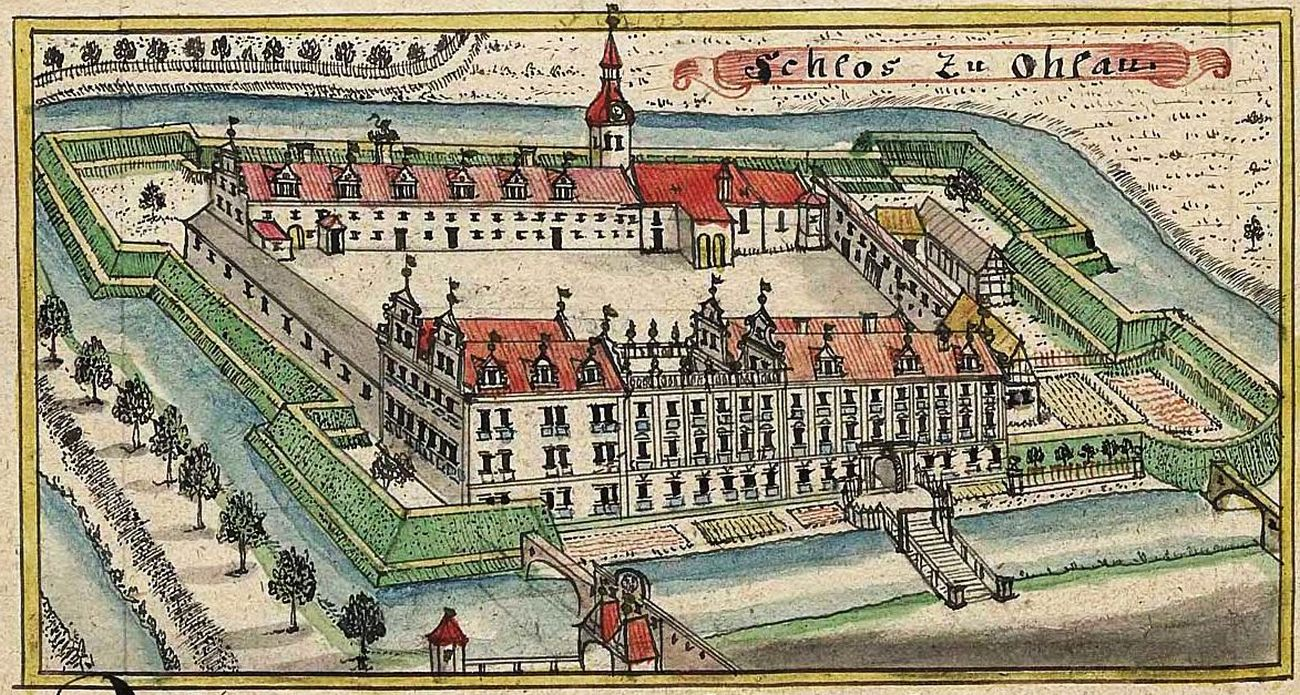
Замок в XVIII веке

Нынешнее здание стало уже третьим по счету в Олаве (первая — усадьба каштелянии, существовавшей в юго-восточной части городища до гуситских войн).
Здание в стиле ренессанса начал строить в 1541 году мастер Якоб из Милана (вероятно, по фамилии Парр, который также построил замок в Болькуве), а продолжил в 1588 году итальянец Бернард Нюрон. В наше время, после многих перестроек, эта часть замка служит плебанией костела святых апостолов Петра и Павла. Перестроено было все пространство готического замка, включая уже не существующие западные и северные крылья, где располагался замковый костел. Башня костела, последний фрагмент северной застройки, обвалилась под конец 1970-х годов.
Нынешний костел сначала был двухэтажным павильоном в стиле раннего барокко, достроенным до ренессансной части с восточной стороны. К его строительству, во времена князя Кристиана Бжегского - откуда название этой части замка «Кристианбау», были привлечены итальянские мастера, в том числе Карло Росси. Здание было увенчано террасой с садом, которая в условиях польского климата привела к быстрому разрушению этого крыла.
Очередная достройка, с восточной стороны, была осуществлена в 1673—1680 годах княгиней Луизой, матерью последнего Пяста, Георга Вильгельма. В то время укрепления замка со стороны города были ликвидированы, а на их месте был заложен сад. Со временем эта область изменила функцию и стала Замковой площадью. Во время правления Якуба Собеского замок получил новые интерьеры. После того как он покинул Олаву в 1734 году здание стало приходить в упадок. В прусские времена здесь размещались больница и пекарня. В 1833—1835 годах было разобрано наиболее разрушенное здание (построенное во времена князя Кристиана Бжегского), а на его месте возведен католический костел, спроектированный Карлом Фридрихом Шинкелем, а костел в северном крыле был превращен в пивоварню. В восточном крыле замкового пространства были оборудованы казармы, впоследствии преобразованные в табачную фабрику. В здании, построенном во времена княгини Луизы, была обустроена школа, рядом с ней был построен небольшой дом для стражи казарм, и в начале XX века водонапорная башня, что привело к полному нивелированию представительского характера замкового комплекса.
Во время Второй мировой войны больше всего пострадало здание, построенное во времена княгини Луизы. Оно было восстановлено в начале 60-х годов и здесь было обустроено административное здание для уездных органов власти. В наше время в нем размещается городская администрация Олавы, которая ранее, с 1823 года, действовала в ратуши.